# Amade ibne Majide
Amade ibne Majide (em árabe: أحمد بن ماجد; romaniz.: Aḥmad ibn Mājid), foi um navegador e geógrafo árabe, que nasceu em 1421 em Julfar, localidade hoje conhecida como Ras Al Khaimah. Foi criado numa família célebre da navegação (o seu pai era navegador) e com a idade de 17 anos tornou-se capaz de navegar navios.
Amade ficou tão famoso que era conhecido como “o navegador árabe”. A data exata não é conhecida, mas ibn Majid provavelmente morreu em 1500. Parte da sua reputação tem a ver com a lenda espúria de ele ter ajudado Vasco da Gama a encontrar o caminho marítimo para a Índia a partir da África de leste. Ele foi autor de quase quarenta obras de poesia didática e prosa.
A experiência e os escritos de ibne Majide, de Sulayman al-Mahri e de outros navegadores árabes contribuiu grandemente para o desenvolvimento do sistema europeu de navegação no Oceano Índico.